# Gelbe Wollbeutelratte
Die Gelbe Wollbeutelratte (Caluromys philander) ist im tropischen Südamerika weit verbreitet.

## Merkmale
Die Tiere erreichen eine Kopfrumpflänge von 16 bis 28 cm, haben einen 25 bis 40 cm langen Schwanz und erreichen ein Gewicht von 140 bis 390 Gramm. Der Schwanz ist in der Regel 50 % länger als die Kopfrumpflänge. Auf dem Rücken, an den Körperseiten und den Außenseiten der Gliedmaßen sind die Tiere hellbraun bis gelbbraun oder rötlichbraun, manchmal gemischt mit Grautönen. Der Bauch ist hell orange. Der Kopf ist grau mit einem dunkelgrauen Streifen auf der Schnauze und bräunlichen Ringen rund um die Augen. Das Fell ist dicht und weich und in der Regel bei Populationen, die im Tiefland zu Hause sind, kürzer und bei Tieren aus dem Bergland länger. Der Greifschwanz ist lediglich an 10 bis 20 % der Schwanzlänge ausmachenden körpernahen Abschnitt behaart. Der unbehaarte Rest ist bräunlich, manchmal mit hellen Flecken. Die Pfoten sind unbehaart und hellgrau oder weißlich. Die Ohren sind hellbraun, das Fell an der Basis der Ohren ist gelblich. Die Augen sind bräunlich mit runden schwarzen Pupillen. Weibchen besitzen keinen vollständig entwickelten Beutel, sondern nur tiefe Bauchfalten, die größer werden, wenn die Geburt von Jungtieren bevorsteht. Die Weibchen haben sieben Zitzen, eine mittlere und drei an jeder Seite.

## Lebensraum
Die Gelbe Wollbeutelratte kommt in tropischen Tieflandregenwäldern und in Bergwäldern bis in Höhen von 1600 Metern vor. Dabei ist sie in Sekundärwäldern häufiger als in Primärwälder. In Trockenwäldern in Bolivien oder in der brasilianischen Caatinga kommt sie vor allem in feuchteren Gegenden vor. Sie ist baumbewohnend und hält sich normalerweise im Gipfel oberhalb einer Höhe von zehn Metern auf. Sind menschliche Siedlungen in Waldnähe findet man die Gelbe Wollbeutelratte auch in Gebäuden, vor allem im Dachstuhl.

## Lebensweise
Gelbe Wollbeutelratten sind nachtaktiv und eher einzelgängerisch, mehrere Exemplare können jedoch zusammen in einem Baum beim Fressen beobachtet werden. Männchen, die zusammen in Gefangenschaft gehalten werden, bilden Hierarchien mit einem dominierenden Tier, auch ohne dass Weibchen anwesend sind. Die Tiere sind baumbewohnend und gehen nur selten auf den Erdboden. Sie ruhen in Baumhöhlen, wo sie Nester aus Laub errichten. Das Gebiet, das von einem einzelnen Tier bewohnt wird, hat eine Größe von 0,3 ha bis 8,9 ha. Die Territorien überlappen und werden während der Trockenzeit, wenn das Nahrungsangebot schlechter ist, ausgedehnt. Gelbe Wollbeutelratten sind häufig. In Französisch-Guyana können bis zu 200 Exemplare auf einem Gebiet von 1 km² leben, in Venezuela sind es maximal 80 pro 1 km².

## Ernährung
Wie die beiden anderen Arten der Wollbeutelratten, und untypisch für die Beutelratten insgesamt, ernähren sich Gelbe Wollbeutelratten vor allem von Früchten. Der unverdaute Samen aus den Früchten kann bei Exemplaren aus Regenwäldern einen Volumenanteil von 75 bis 90 % in den Ausscheidungen der Tiere haben. Zu den konsumierten Früchten zählen die der Palmengattung Astrocaryum, die von Ameisenbäumen (Cecropia), Feigen (Ficus), Früchte der Mimosengewächsgattung Inga und Früchte der Passionsblumen (Passiflora). Der Rest der Nahrung besteht vor allem aus Wirbellosen, darunter Käfer, Hautflügler, Spinnentiere, Heuschrecken, Schmetterlinge, Schnabelkerfe und Zweiflügler. Gelbe Wollbeutelratten haben eine wichtige Rolle bei der Verbreitung von Samen durch ihre Ausscheidungen. Bei Gelben Wollbeutelratten aus trockeneren Regionen ist der Insektenanteil an der Nahrung insgesamt höher. Sie fressen während der Trockenzeit vor allem Wirbellose und in der Regenzeit vermehrt Früchte. Außerdem werden auch Blüten und Nektar sowie Baumsäfte konsumiert.

## Fortpflanzung

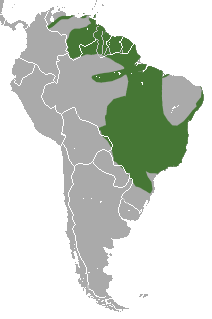
Verbreitungsgebiet

Weibchen bekommen pro Wurf 2 bis 7 Jungtiere. Sie werden in Baumhöhlen oder Laubnestern zwischen Lianen geboren. Auch vom Menschen angefertigte Bruthöhlen werden genutzt. Die Trächtigkeitsdauer liegt bei etwa 21 Tagen. Nach der Geburt saugen sich die Jungtiere für einen Zeitraum von 75 bis 80 Tagen an den Zitzen fest. Danach kann das Weibchen zum ersten Mal das Nest ohne die Jungtiere verlassen. Sie werden weitere 30 bis 45 Tage gesäugt und sind etwa 130 Tage nach ihrer Geburt völlig selbstständig. In guten, nahrungsreichen Jahren können Weibchen dreimal gebären. Ist die Nahrung knapp, so gibt es nur einen Wurf im Jahr.

## Unterarten
Es werden vier Unterarten unterschieden, von denen zwei möglicherweise als eigenständige Arten klassifiziert werden müssen, da sie sich morphologisch und morphometrisch deutlich von der Nominatform unterscheiden:
- Caluromys philander philander, in Venezuela südlich des Orinoko, in den drei Guyanas und im Norden Brasiliens östlich des Rio Negro.
- Caluromys philander affinis, zentrales und westliches Brasilien (Mato Grosso) und angrenzende Gebiete Boliviens.
- Caluromys philander dichurus, östliches und südöstliches Brasilien. Möglicherweise eine eigenständige Art.
- Caluromys philander trinitatis, Venezuela nördlich des Orinoko und Trinidad. Möglicherweise eine eigenständige Art.

## Belege
1. 1 2 3 4 5 6  Diego Astúa: Family Didelphidae (Opossums). Seite 132–133 in Don E. Wilson, Russell A. Mittermeier: Handbook of the Mammals of the World – Volume 5. Monotremes and Marsupials. Lynx Editions, 2015, ISBN 978-84-96553-99-6